# بالگردگاه شهری میرتل کریک
بالگردگاه شهری میرتل کریک (به انگلیسی: Myrtle Creek Municipal Heliport) یک فرودگاه خصوصی است. این فرودگاه در شهر میرتل کریک، اورگن کشور ایالات متحده آمریکا قرار دارد و در ارتفاع ۱۸۵ متری از سطح دریا واقع شده‌است.